# Volpiano
Volpiano (Volpian in piemontese) è un comune italiano di 15 031 abitanti della città metropolitana di Torino in Piemonte. Il comune fa ancora parte del Canavese.

## Geografia fisica
È un centro agricolo ed industriale, al limite orientale dell'altopiano della Vauda. È attraversato da vari corsi d'acqua che bagnano anche i suoi paesi confinanti o comunque posti nelle vicinanze, tra cui il torrente Malone, il Bendola, il rio San Giovanni ed il rio Ritano. Ha una frazione, Cascine Malone, posizionata a nord-est rispetto al centro abitato, lungo la riva sinistra del torrente Malone, a circa 3 km dal centro.

## Origini del nome
L'analisi del toponimo si rivela utile per attestare l'origine di un insediamento
Nel caso di Volpiano, le ricerche di Giandomenico Serra fanno derivare l'origine del nome da Vicus Ulpianus dal gentilizio Ulpius.
I recenti ritrovamenti archeologi attestano le origini romane del luogo. Le fonti documentarie segnalano per la prima volta il luogo di Volpiano in un diploma imperiale del 14 maggio 1014, anno in cui Enrico II prese sotto la sua protezione gli ormai estesi possessi incettati, a pochi anni dalla sua fondazione, dall'abbazia di Fruttuaria. Il diploma menzionava, fra gli altri, «Vulpianum cum castellum et capella […] et valva de Vulpiano». Abbiamo quindi, e subito due dati importanti: Volpiano si qualifica nella sua attestazione più antica per il suo castello e per essere inserito nel patrimonio monastico di Fruttuaria.
Secondo altri, la prima parte del nome, Vol- deriverebbe dalla parola in lingua piemontese Vàuda, dal celtico Vald, ovvero "selva". Il significato del nome sarebbe quindi "Il piano della Vauda" (Vauda-planum).
In lingua piemontese la cittadina è detta Volpian (pronuncia vʊl'pjaɲ), o Vorpian (pronuncia vʊr'pjaɲ).

## Storia
Nel 25 a.C. questo territorio, abitato dai Salassi e dai Taurini, divenne parte dell'Impero romano.
Nel corso della romanizzazione Volpiano venne interessata dalla centuriazione (ne restano tracce visibili attorno alle cascine Germania, Ruffino, Prono e Verdina) e attraversata dalla strada romea che collegava Augusta Taurinorum a Eporedia e Augusta Praetoria. Di questa presenza abbiamo prove certe anche per la presenza di una grande villa rustica ritrovata sui confini con Brandizzo durante gli scavi per l'alta velocità (TAV). 
Nel V e VI secolo Volpiano subì le invasioni barbariche e fu sottomessa dai Longobardi.
Nel 771 Carlo Magno mosse guerra contro i Longobardi avviando la riunificazione europea che portò alla costituzione del Sacro Romano Impero.
Attorno all'anno Mille, Volpiano fa parte del feudo di Roberto, nobile di origine sveva, marito di Perinzia, anche lei nobile, forse della famiglia di Arduino o di quella dei precedenti signori di Ivrea, gli Anscarici, di origine borgognona. I loro figli furono Goffredo, Nitardo, Roberto e, il più famoso, Guglielmo. Nel 950 Berengario II si ribellò a Ottone I e Roberto da Volpiano, al suo servizio, si trovò a difendere l'isola di San Giulio, sul lago d'Orta, ma, dopo aspri scontri dovette arrendersi. Per riconoscimento del suo valore Ottone stesso battezzò Guglielmo, nato sull'isola durante l'assedio, nel 962. 
Guglielmo da Volpiano fu un grande uomo del suo tempo: abate, musico, architetto, monaco a Cluny fu organizzatore e riformatore di abbazie in Francia e nell'Impero. Ereditò il nome "da Volpiano" dal padre. Sulle proprietà di famiglia, su richiesta anche dei fratelli, progettò e fece costruire l'abbazia di Fruttuaria che divenne famosissima in tutta Europa: batteva moneta e teneva contatti per tutto il territorio europeo con migliaia di monaci negli anni del suo massimo splendore.
Volpiano dipese dall'abbazia di Fruttuaria e il suo castello divenne in alcuni periodi residenza degli abati fino al 1300. Durante la cosiddetta guerra del Canavese, forse nel 1339, passò sotto i Marchesi del Monferrato. Parlando di questo episodio Pietro Azario descrive il castello, munito di un muro altissimo, e il successivo ampliamento che porta ad una superficie capace di ospitare cinquecento uomini armati (forse tale superficie si riferisce all'intero Ricetto). Sicuramente il castello e l'abitato furono oggetto di nuove ristrutturazioni anche nel XV secolo. Ancora per tutto il XV secolo Volpiano resta un possedimento dei signori del Monferrato, anche quando parte dei loro territori passa sotto il dominio sabaudo. Nel XVI secolo durante la guerra tra francesi e spagnoli è una delle numerose piazzeforti in mano agli imperiali. La sua guarnigione attaccò più volte i francesi che avevano occupato Torino guidata da Cesare de Mayo (o Cesare da Napoli) detto anche Cesare Maggi. Ancora nel 1539 i rappresentanti della comunità giurarono fedeltà ai nuovi signori del Monferrato, Margherita e Federico II Gonzaga. Nel 1552 i francesi assediarono inutilmente Volpiano e infine nel 1555 presero e distrussero il castello.
Nel 1631 con il trattato di Cherasco Volpiano passò sotto il dominio sabaudo con il duca Vittorio Amedeo I.

### Simboli
Lo stemma è stato riconosciuto con decreto del capo del governo  n. 2912/6 del 16 maggio 1940
e compare nel secondo volume dei Consegnamenti d’arme gentilizie del 1687 conservato presso l'Archivio di Stato di Torino.
Il gonfalone, concesso con DPR del 17 gennaio 2000, è un drappo di bianco con la bordatura di azzurro.

## Monumenti e luoghi d'interesse

### Architetture religiose
Chiesa dei Santi Pietro e Paolo

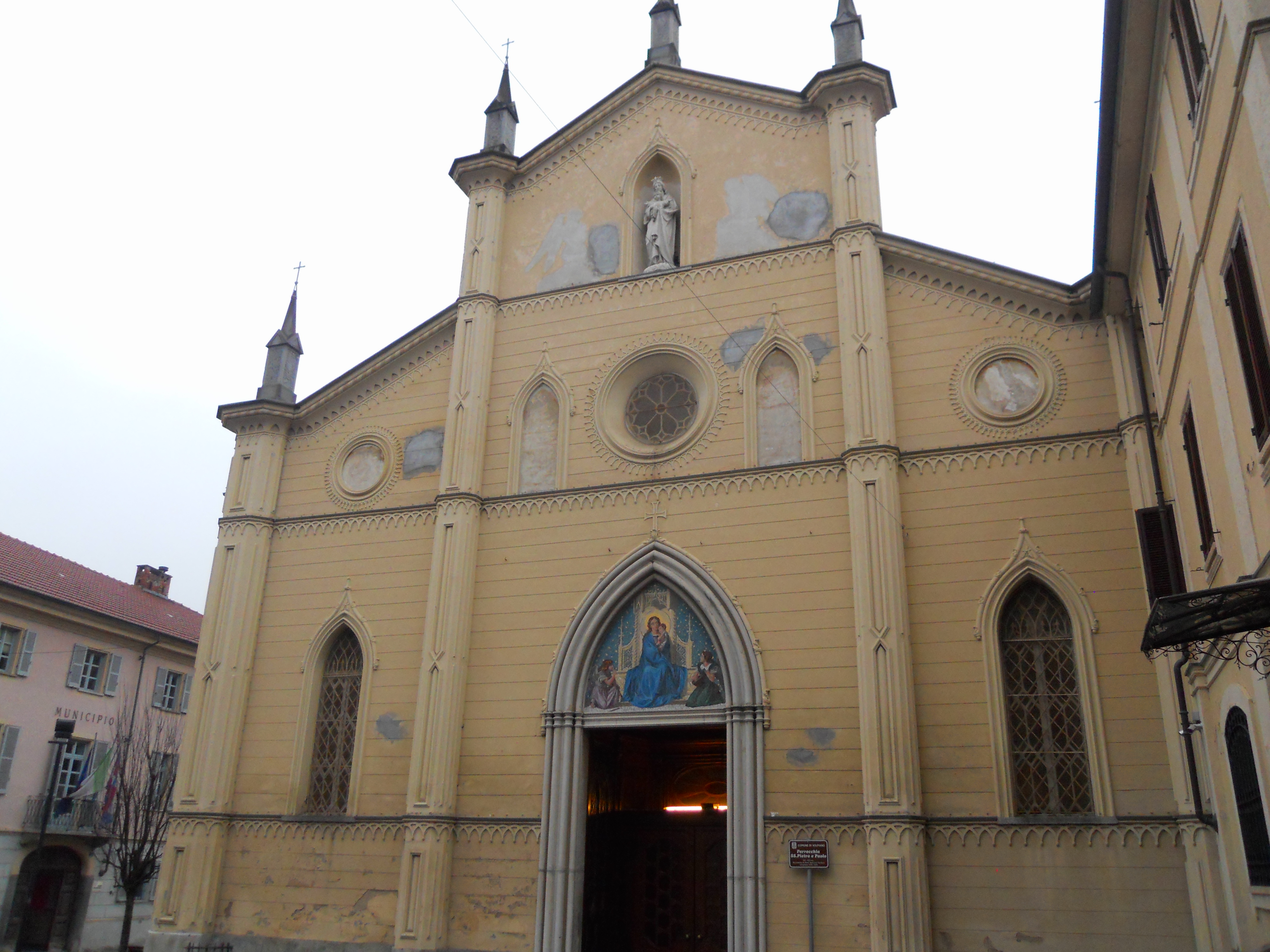
Chiesa parrocchiale dei Santi Pietro e Paolo

Forse nata come cappella del castello, questa chiesa presenta le linee di uno stile vicino al gotico, ma è stata ricostruita molte volte a causa di continui ampliamenti e ristrutturazioni. Tra il 1875 ed il 1879, per volontà del vicario monsignor Vaschetti, furono effettuate importanti opere di restauro; le più recenti risalgono invece al 2019.
Chiesa della Confraternita
La chiesa fu costruita intorno all'anno 1731 su disegno dell'architetto Antonio Maria Lampo in puro stile barocco e venne chiamata Chiesa Nuova (Gesia neuva). È il monumento più pregevole del paese e tra le migliori costruzioni barocche della zona. Venne costruito con i materiali di recupero, provenienti dalla mura del castello. Il progetto dell'architetto Lampo risente delle sperimentazioni spaziali che lo Juvarra stava sperimentando in quegli anni. La chiesa presenta una pianta centrale leggermente ovale a cui segue un breve corridoio di passaggio ad uno spazio ovale più piccolo dove è situato l'altare e un bel coro ligneo lungo la parete di fondo. Sopra la porta d'ingresso si trova un pregevole organo a canne costruito nel 1856 da Felice Bossi e figlio Giacomo con materiali eccellenti. Splendido esempio di piccolo organo giunto a noi in condizioni perfette di conservazione.
Chiesa di San Rocco
Nel 1683 la comunità volpianese dopo una epidemia di peste decise di ricostruire una vecchia cappella in onore di san Rocco, protettore dalla peste. All'interno della cappella si trovano cinque dipinti eseguiti su tela, uno dei quali rappresenta San Rocco e san Sebastiano. Sopra l'altare c'è un crocifisso che risale al XV secolo. Anche in questa chiesa è collocato un organo a canne che fu costruito negli anni novanta del Novecento da volontari coordinati da Domenico Reano con canne di stagno e di legno d'abete per un totale di 363 canne. È un piccolo strumento ma dotato di suoni morbidi ma anche incisivi per cui si presta sia per accompagnare degnamente i canti sacri sia per attività concertistica.
Santuario di Santa Maria delle Grazie
Il santuario attuale, munito di bella facciata ed elegante campanile, venne cominciato nell'anno 1744 su progetto del capomastro Carlo Antonio De Stefanis e fu terminato e benedetto il 14 agosto 1746. Fra le nuove opere eseguite c'è un altare in marmo costruito secondo il disegno dell'ing. Panizza. Durante lavori di rifacimento della pavimentazione, nel 2007, sono venuti alla luce resti di mura romaniche di una precedente costruzione di cui non si aveva notizia. Altri resti, di tipo rinascimentale, si riferiscono probabilmente al santuario di cui scrive nella sua relazione il visitatore apostolico Carlo Montiglio, nel 1585, descrivendolo come in rovina. Ai due diversi periodi risalgono anche alcune sepolture rinvenute durante gli scavi. Presso il santuario venne accolto, nel 1804, per decreto del Governo francese, il cimitero che prima, secondo l'antica consuetudine, era attiguo alla chiesa parrocchiale ed occupava una parte della piazza a lato nord della chiesa, il luogo dove sorge l'attuale coro e gran parte della piazzetta. Anche la Confraternita aveva un suo cimitero. Nel cimitero attiguo al santuario di Santa Maria delle Grazie le inumazioni cessarono nel 1932 e il cimitero stesso venne poi eliminato alla fine degli anni sessanta lasciando spazio all'attuale piazza omonima.

## Società

### Evoluzione demografica
Negli ultimi sessanta anni, a partire dal 1961, la popolazione residente è triplicata.
Abitanti censiti

### Etnie e minoranze straniere
Al 31 dicembre 2023 la popolazione straniera residente era di 954 persone, pari al 5,73% della popolazione.

## Cultura

### Biblioteche
A Volpiano è presente una biblioteca civica, presso la quale è situato anche l'archivio storico. La biblioteca riserva vari eventi alla conoscenza del territorio, quali "Volpiano a Porte Aperte" e "I luoghi delle parole". Fa parte del circuito SBAM.
Nel 2009 viene inaugurata la Biblioteca storica dell'Associazione Terra di Guglielmo.

### Arte
Un quadro di Ernesto Rayper, intitolato Brughiera presso Volpiano, è esposto al British Museum di Londra.

## Infrastrutture e trasporti
La località è servita da autolinee extraurbane gestite da GTT.
La stazione di Volpiano, posta lungo la Ferrovia Canavesana, è servita da treni regionali in servizio sulla tratta linea 1 del Servizio ferroviario metropolitano di Torino, operati da Trenitalia nell'ambito del contratto di servizio stipulato con la Regione Piemonte.
Fra il 1884 e il 1931 sul piazzale antistante la stazione era presente il capolinea della tranvia Torino-Volpiano, operata dal medesimo gestore della ferrovia.

## Amministrazione

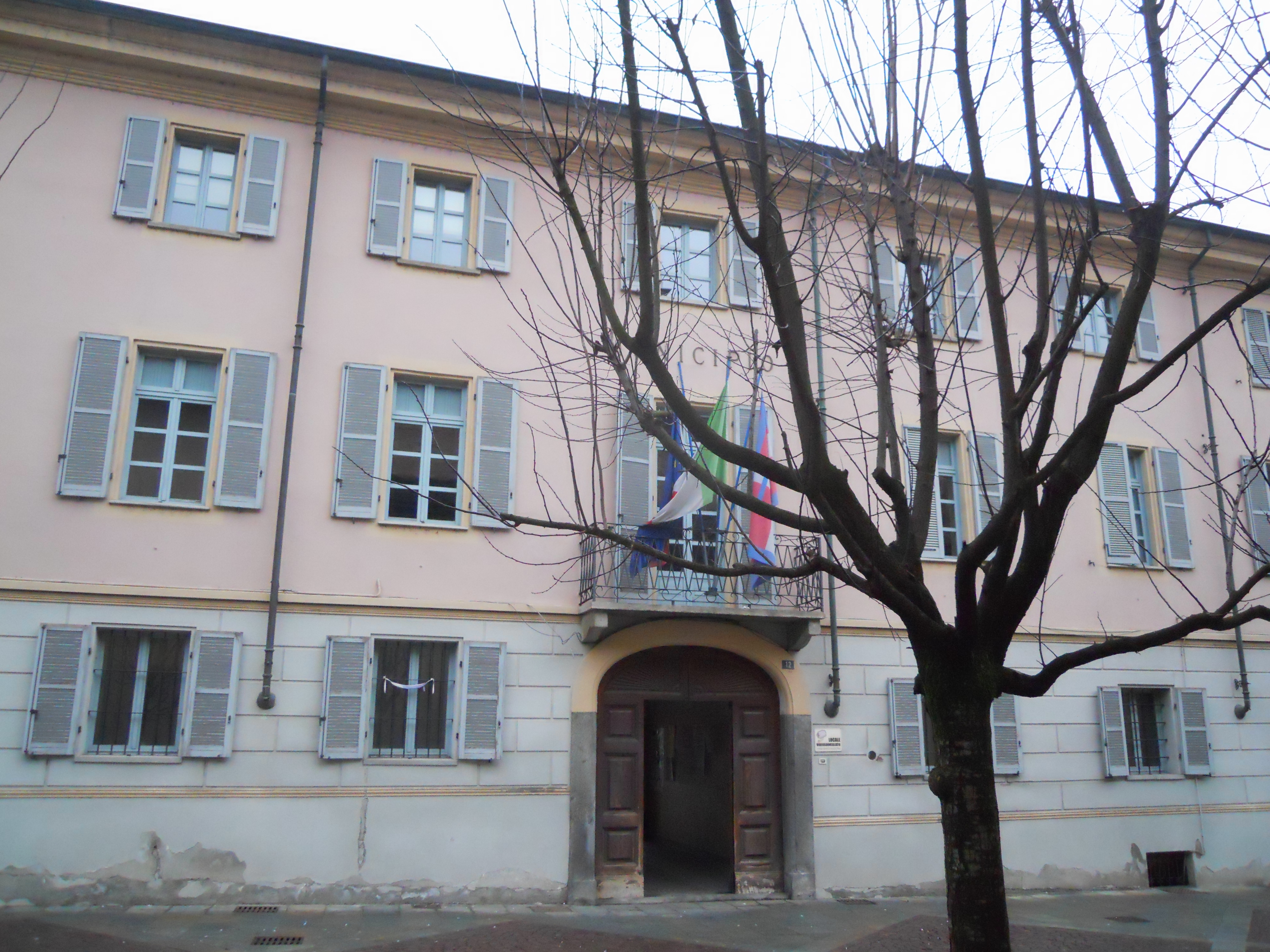
Municipio di Volpiano

| Periodo         | Periodo        | Primo cittadino               | Partito         | Carica  | Note   |
| --------------- | -------------- | ----------------------------- | --------------- | ------- | ------ |
| 11 ottobre 1988 | 5 giugno 1993  | Gianfranco Conterio           | PSI             | Sindaco | [ 15 ] |
| 18 giugno 1993  | 28 aprile 1997 | Gianfranco Conterio           | Centro          | Sindaco | [ 15 ] |
| 28 aprile 1997  | 14 maggio 2001 | Mario Antonio Ferrero Merlino | Centro-destra   | Sindaco | [ 15 ] |
| 14 maggio 2001  | 30 maggio 2006 | Francesco Goia                | Centro-sinistra | Sindaco | [ 15 ] |
| 30 maggio 2006  | 17 maggio 2011 | Francesco Goia                | Centro-sinistra | Sindaco | [ 15 ] |
| 17 maggio 2011  | 7 giugno 2016  | Emanuele De Zuanne            | Centro-sinistra | Sindaco | [ 15 ] |
| 7 giugno 2016   | 4 ottobre 2021 | Emanuele De Zuanne            | Centro-sinistra | Sindaco | [ 15 ] |
| 4 ottobre 2021  | in carica      | Giovanni Panichelli           | Centro-sinistra | Sindaco | [ 15 ] |

### Gemellaggi
- Castries, dal 2010[16]

## Sport

### Formula 1
Dal 1978 al 1990 la sede della Osella Corse, scuderia militante nel Mondiale di Formula 1, si trovava a poche centinaia di metri dal capoluogo. Nel 1990 la scuderia fu venduta alla Fondmetal, che decise di spostare la sede da Volpiano a Bergamo.
All'interno della sede Osella sorgeva anche un piccolo circuito per le prove, simile al circuito di Fiorano della Ferrari. In seguito è stato smantellato ma ne rimane un brevissimo tratto, ancora visibile dal satellite.
Sempre inerente alla Formula 1, a Volpiano è presente dal 2009 la sede della Sparco, nota azienda produttrice di capotecnici sportivi come tute, guanti e caschi. Tra le categorie a cui Sparco fornisce i propri articoli spiccano la Formula 1, la Formula 2, il Mondiale Rally e il Rally Dakar (già Parigi-Dakar).

### Calcio
A Volpiano gioca il Gruppo Sportivo Dilettantistico Volpiano, che militò per tre stragioni in serie C e che attualmente milita nel campionato di Eccellenza Girone B, la squadra disputa le partite nello stadio Antonio Goia, impianto con 5000 posti a sedere.

### Calcio a 5
Volpiano è la sede L84, squadra di Calcio a 5 che milita nella Serie A dalla stagione 2021-22. Disputa le sue partite al Palasport di Leini. I colori sociali sono il verde e il nero. Ha ottenuto il riconoscimento dalla Federazione come prima e unica scuola calcio élite di Futsal del Piemonte

### Altri sport
Volpiano è dotata di un centro sportivo che include, oltre allo stadio comunale con campi da tennis e di un palazzetto dello sport.
A Volpiano sono presenti diverse associazioni sportive.

### Rugby
L'A.S.D. Volpiano Rugby, costituita nel 2007, promuove il rugby in Canavese, con particolare attenzione ai più giovani. Conta circa 120 tesserati e partecipa ai campionati regionali Under 17 e Under 15.

### Tiro con l'Arco
A Volpiano è presente sul territorio l'A.S.D. Compagnia Arcieri di Volpiano, costituita nel 2010. Promuove il tiro con l'arco nelle specialità: Tiro Targa, Tiro di Campagna e 3D, è associata alla Fitarco. Il motto dell'Associazione è "Virtute duce, comite fortuna" (Con la virtù come guida e la fortuna come compagna. Cicerone (Epist. fam., X, 3)).